# Кьер, Бирте
Бирте Кьер (дат. Birthe Kjær, полное имя — Бирте Глэди Кьер Хансен (дат. Birthe Glady Kjær Hansen); 1 сентября 1948, Орхус, Дания) — датская певица и актриса, представительница Дании на конкурсе песни «Евровидение-1989».
Помимо своей музыкальной карьеры, Бирте играла в театральных постановках, мюзиклах и ревю.

## Биография

### Рождение
Бирте родилась 1 сентября 1948 года в датском городе Орхус. 
Кьер родилась в семье Хьюго Амандуса Хансена и Ирсы Ирены Кьер Андерсен.

### «Sunshine Trioen» (начало 1960-х - середина 1960-х)
Присоединившись к датской группе «Sunshine Trioen» в 1960 году, Бирте начала свою музыкальную карьеру. Группа часто гастролировала по многим городам Дании.
В середине 1960-х годов группа распалась, а Бирте Кьер начала сольную музыкальную карьеру.

### «Arrivederci Franz»: Мгновенный прорыв (1968—1971)
В 1968 году певец и гитарист Джонни Реймар заметил Бирте Кьер в ресторане, заключив с ней контракт на запись. 
Первым синглом Бирте стала композиция «Arrivederci Franz», давшая певице мгновенный прорыв, став #1 в датском хит-параде «Dansktoppen».
В начале 1970-х годов, композиции Кьер «Sommer og sol», «Tennessee Waltz», «Pas på den knaldrøde gummibåd» попали в хит-парад «Dansktoppen».

### Театральный успех и Евровидение (1972—1990)
В 1972 году Бирте участвовала в ревю «Sans Souci, Kolding», а в 1973-1976 годах Кьер писала сценарий для театральных постановок.
Бирте Кьер пять раз участвовала на фестивале «Dansk Melodi Grand Prix», где выбирали представителя Дании на конкурс песни «Евровидение»:
| Год  | Песня                   | Место |
| ---- | ----------------------- | ----- |
| 1980 | «Du och jeg»            | 2     |
| 1986 | «Vil du med»            | 2     |
| 1987 | «Hva' er du ude på»     | 2     |
| 1989 | «Vi maler byen rød»     | 1     |
| 1991 | «Din musik - min musik» | 3     |

В 1989 году Бирте стала победительницей фестиваля, что дало ей возможность представить Данию на конкурсе песни «Евровидение-1989»:
| Год  | Песня               | Место | Баллы |
| ---- | ------------------- | ----- | ----- |
| 1989 | «Vi maler byen rød» | 3     | 111   |

Композиция «Vi maler byen rød» заняла третье место со 111 баллами.
В 1989 году Бирте начала сотрудничать со скрипачкой Ким Шьёрген и гитаристом Ларсом Ханибаллом.
В 1991 году Бирте вела шоу «Med kjærlig hilsen» на канале «DR1», а в 1995–1996 годах Кьер вела теле-викторину «Vildt forelsket» на телеканале «TV3».

## Личная жизнь
Бирте никогда не была замужем, но она имела отношения с дирижёром Хельмером Олесеном.
5 июня 2002 года Бирте получила приз в области культуры Гентофте.
В 2005 году Кьер была приглашена на популярное телешоу «Vild med dans», но отказалась из-за того, что у неё в сердце образовался тромб. Бирте сделали операцию на сердце, которая прошла успешно.

## Дискография[14]

### Альбомы

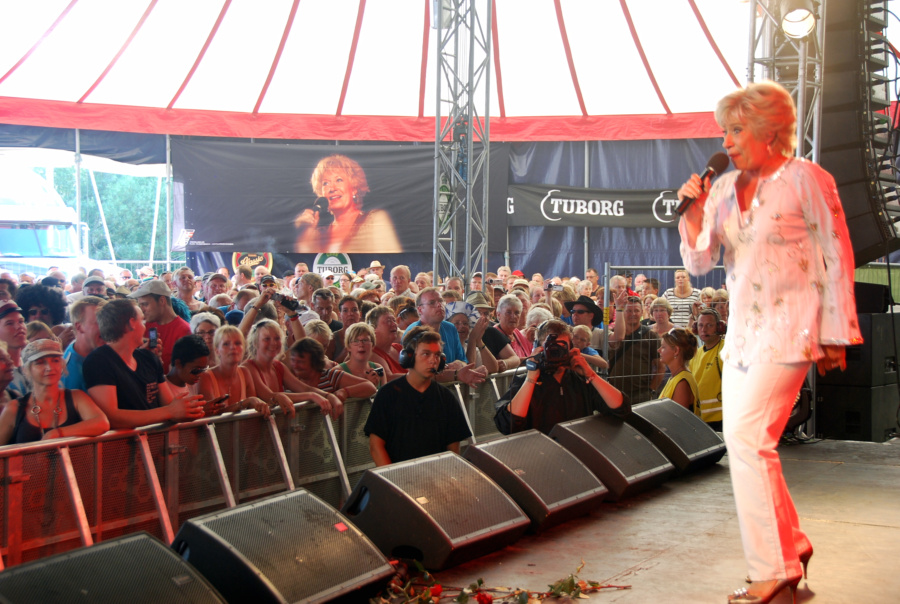
Бирте Кьер на фестивале в 2010 году

- Danse og synge med Birthe Kjær (1969)
- Nu er det jul igen (1970)
- Birthe Kjær træffere (1971)
- Jeg skal aldrig til bal uden trusser (1973)
- Tennessee Waltz (1974)
- Det var en yndig tid (1976)
- 13 rigtige! (1976)
- Fuglen & barnet (1977)
- Nu (1978)
- Schlagerparade (1980) – совместно с Хеннингом Виленом
- Tak for al musikken (1980)
- Arrivederci Franz (1980)
- Her er jeg – Birthe Kjær (1981)
- Jeg er på vej (1982)
- Hvorfor er kærligheden rød? (1983)
- Vil du med? (1986)
- Birthe Kjær 1987 (1987)
- Birthe Kjær's største hits (1988)
- 100% (1988)
- På en anden måde (1989)
- Montmartre (1991)
- Med kjærlig hilsen (1991)
- Jeg ka' ikke la' vær' (1993)
- Vildt forelsket (1996)
- Gennem tiden (1996 – dobbelt-cd)
- På vores måde (1997)
- Det bedste af de bedste – Vi maler byen rød (1998)
- Som en fugl i det fri (1998)
- The Collection (1999)
- Birthe Kjær "Mine favoritter" (2001)
- Længe leve livet (2002)
- På en fransk altan (2003)
- 1969-1976 – 6 originale albums fra Birthe Kjær (2005 – компакт-диск)
- Lys i mørket (2006)
- Dejlig danske Birthe Kjær (2007 – компакт-диск)
- Let It Snow (2007)
- Birthe Kjær gennem 40 år (2008 – компакт-диск)
- 100 hits med Birthe Kjær (2009 – компакт-диск)
- Smile (2011)
- Birthe (2013)
- Lige fra hjertet (2015)